# 増田嵐樹
増田 嵐樹（ますだ らんじゅ、1993年10月12日 - ）は日本の俳優。東京都出身、身長160cm。幼い頃は東映アカデミーに所属し子役タレントとして主にCMで活躍していた。

## おもな出演作

### テレビ
- ことばあ! レギュラー(NHK、2002年)
- わたしが子どもだったころ 斉藤由貴篇 （NHK BS-Hi,2007年 - 晃治役)
- 花衣夢衣 (東海テレビ,2008年 - 江原役)
- 放課後探偵クラブ (ディズニーチャンネル,2008年 - イツキ役)

### 舞台
- ライオンキング ヤングシンバ役(2005年-2006年)

### 映画
- 「半落ち」(2004年）

### CM
- 小学1年生(2000年)
- バンダイ「ガオレンジャージャケット」(2001年)
- 日本マクドナルド (2002年)
- エバラ食品 インフォマーシャル(2003年)
- エバラ食品　黄金の味　仲間が揃えばお肉の日編2　(2004年)
- 日本マクドナルド　ハッピーセット（クラッシュギアニトロ編）（2004年 - メインボーカル)
- バンダイ　Let'sTVプレイ　ドラゴンボールZ (2005年)

### その他
- アド街ック天国　3時間特番 （2005年)
- 電撃ザケル　フェスタ2005入場プレゼントDVD（2005年）
- トリビアの泉～すばらしきムダ知識～　ライオンキング編 (2006年)
- クイズ日本語王(TBS,2006年7月20日)

| スタブアイコン | サブスタブ | この項目は、まだ閲覧者の調べものの参照としては役立たない、俳優（男優・女優）に関連した書きかけの項目です。この項目を加筆・訂正などしてくださる協力者を求めています（P:映画/PJ芸能人）。 |